# Беллами, Мэттью
Мэ́ттью Джеймс Бе́ллами (англ. Matthew James Bellamy; род. 9 июня 1978, Кембридж, Великобритания) — британский вокалист и музыкант, фронтмен группы Muse.

## Биография
Его отец имел непосредственное отношение к музыке (единственный из родителей всех троих участников Muse) — Джордж Беллами играл на гитаре в составе нескольких групп, включая The Tornados. Мать Мэтта имела некоторые странности. Часто, приходя из школы, мальчик слышал, как она разговаривала с мёртвыми, причём не используя никаких спиритических приспособлений. У него есть старшая единокровная сестра (дочь отца от предыдущего брака) и брат.
В 1990 году семьи музыкантов Криса Уолстенхолма, Мэттью Беллами и Доминика Ховарда переехали в приморский городок Тинмут, графство Девон, Великобритания. Им было трудно привыкнуть к резко выраженным сезонным температурам. «Если тебе от 13 до 18, это место кажется сущим адом. Всё, что мы делали — слушали музыку и курили. Больше нам нечем там было заниматься», — вспоминает Мэттью. Достаток в семье был, и Мэтта мог иметь всё, что ему хотелось. Но через несколько лет его родители развелись. Мэттью стал жить у бабушки. Именно в это время он стал серьёзно заниматься музыкой. 

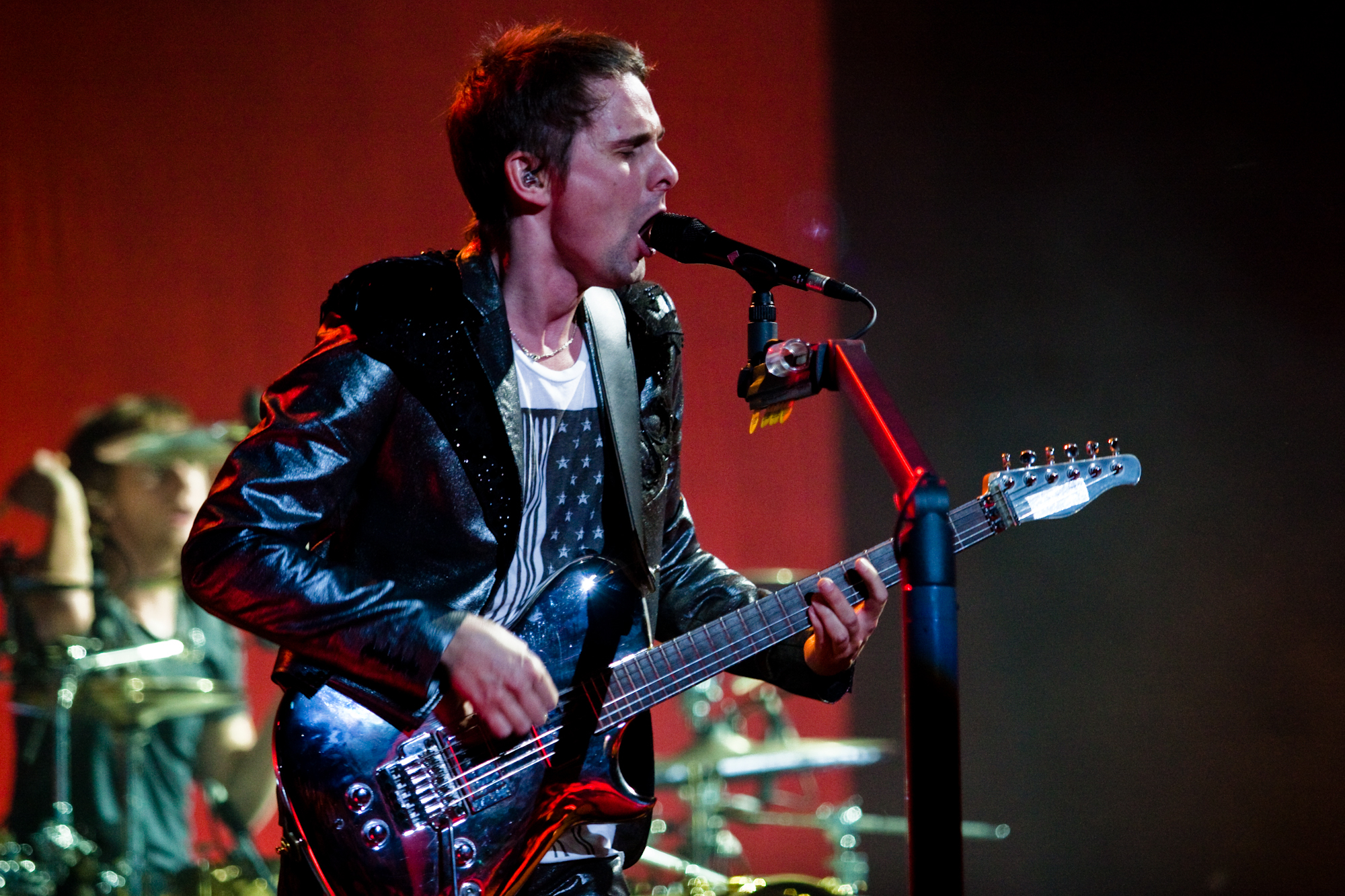
Окленд (Калифорния). 12.12.09

Чтобы попасть в популярную местную группу Доминика Ховарда Gothic Plague, Беллами начал учиться играть на гитаре. Позже Мэттью занял освободившееся место гитариста в Gothic Plague. Первые годы в группе часто менялся состав. Именно в то время Беллами начал писать свои собственные песни, которые поначалу не вызывали восторга у слушателей.
После окончания школы Беллами уехал в путешествие по Европе. Он посетил Италию, а также Испанию, также некоторое время он проводит в Греции. В Испании Мэттью познакомился с одним испанским гитаристом, у которого ему удалось поучиться игре на испанской гитаре в стиле фламенко. Во время путешествия с ним случались, по его словам, очень серьёзные вещи: любовные истории, к примеру. Именно в Греции родилась песня «Muscle Museum». В качестве названия было использовано странное сочетание слов, найденное Мэттом в карманном словаре по соседству с названием его группы.
В начале 1997 года Беллами работал художником и оформителем. В свободное время он по-прежнему играет с Уостенхолмом и Ховардом. В это время Крис работал помощником в гитарном магазине, а Доминик зарабатывал случайными приработками. На одном из концертов летом 1997 года с группой встретился представитель лейбла Dangerous Records и предложил им записаться в студии. Это положило начало славе Muse как музыкальной группы и самого Беллами как одного из величайших живых исполнителей.

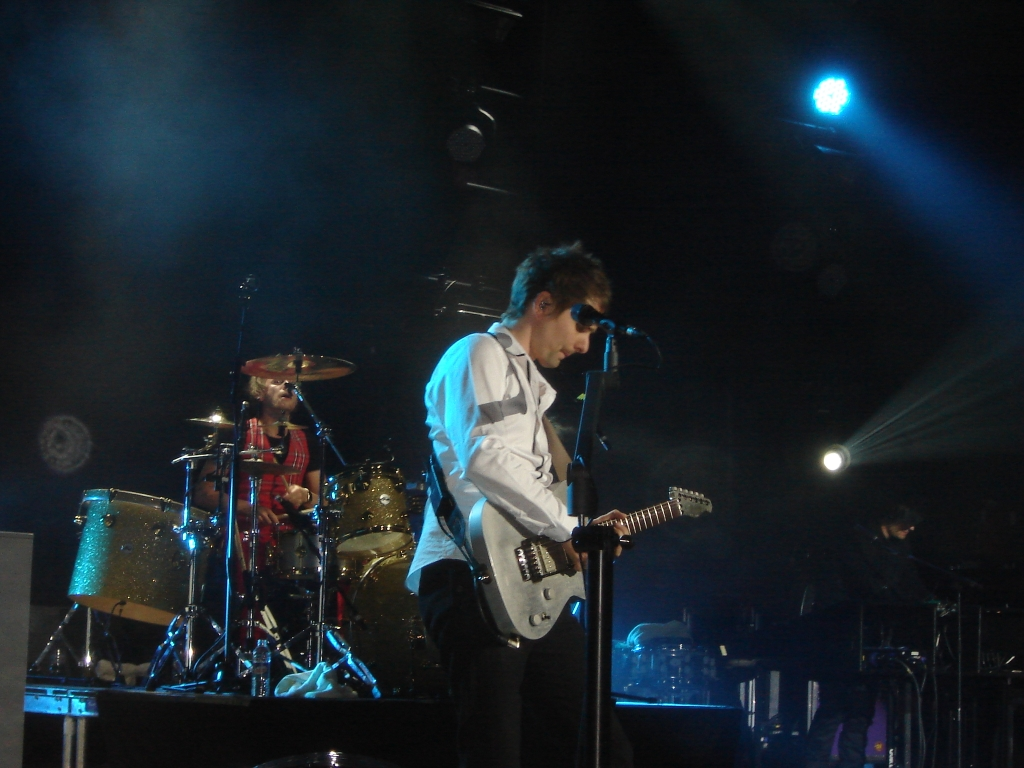
Берлин, Admiralspalast. 7 сентября 2009 года

В вышедшем в сентябре 2003 года альбоме Absolution явно заметен переход от бури эмоций, которые наполняли предыдущие альбомы Muse к более взвешенным и тонким лирически-депрессивным настроениям.
Увлечение Беллами теорией мирового заговора обнаружилось после релиза альбома Absolution, одна из песен которого Ruled By Secrecy («Тайно управляемые») названа по мотивам книги Джима Маррса (англ. Jim Marrs) «Тайная власть» («Rule By Secrecy»). B-Side Futurism также затрагивает тему возможного безрадостного будущего.
Загадки, касающиеся Иллюминатов, появились во время поиска сокровищ, который Muse устроили для фанатов в 2005 году в рамках акции MTVU «Вторжение в Университет» («MTVU Campus Invasion Tour») и зашифрованных посланий, связанных с предстоящим выходом их нового альбома.
В альбоме Muse Black Holes and Revelations Беллами проявляет гораздо больший оптимизм по сравнению с ранними, более мрачными темами, всё ещё придерживаясь прежних своих концепций. Трек Exo-Politics («Космо-политика») отсылает слушателя к угрозе пришельцев Зета, и предполагает, что «наши лидеры скрывают от людей правду» («it’s just our leaders in disguise»), поднимая тему теории заговора, в соответствии с которой правительства утаивают факты вторжения пришельцев. Эту проблему активно разрабатывает Стивен Грир (англ. Steven Greer) предлагая всем, у кого есть такая возможность (добровольным информаторам общества, имеющим доступ к закрытым источникам, вроде последнего немецкого учёного Вернера фон Брауна, работавшего на НАСА) политикам, СМИ и зрителям во всём мире участвовать в его проекте «Разоблачение» (Disclosure Project).
В интервью журналу Q Беллами назвал себя либертарианцем.

## Музыкант

### Влияние
Вокал Мэтта является неотъемлемой частью звучания Muse. Этот фальцет — одна из главных отличительных особенностей группы.

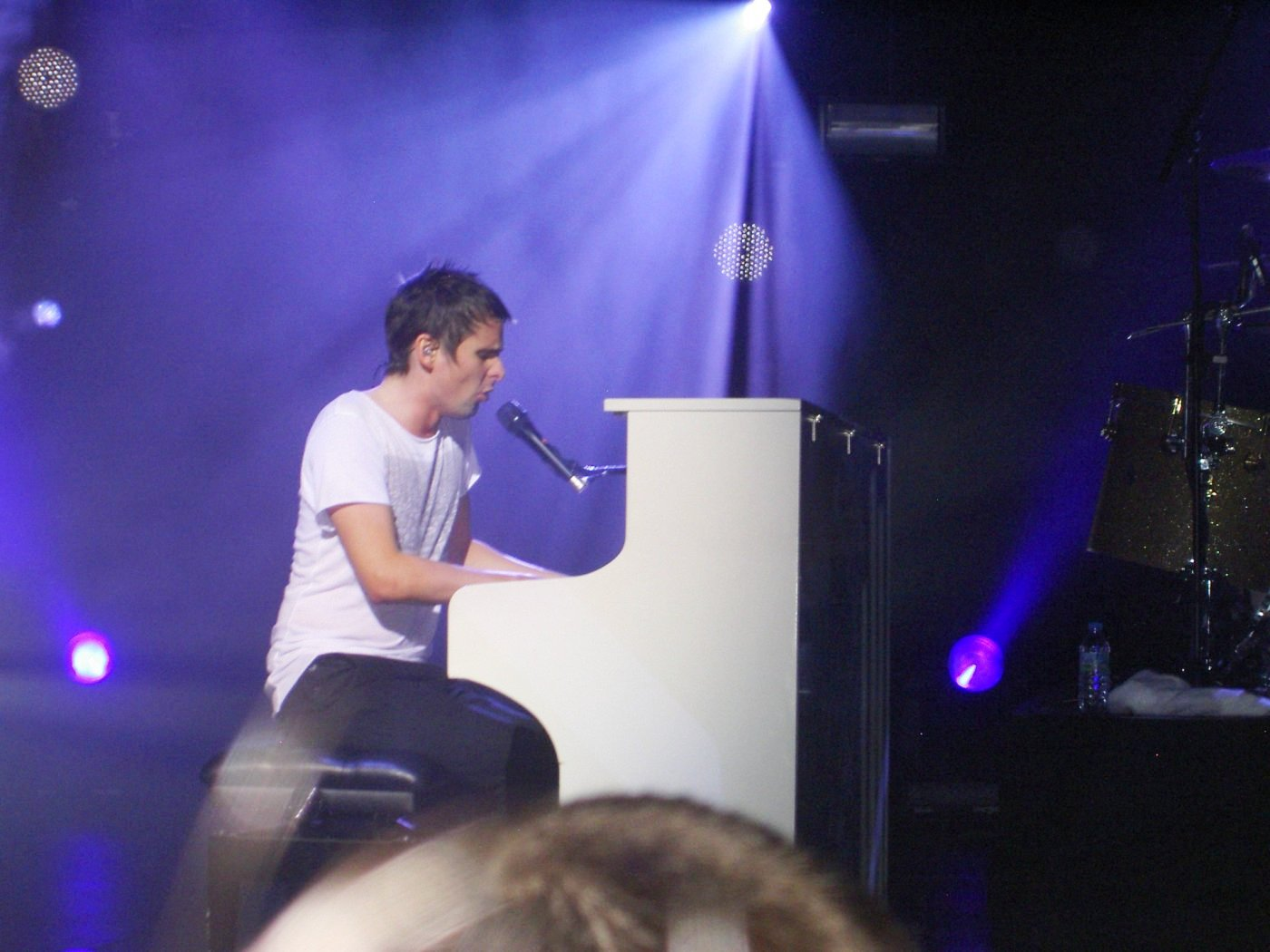
Берлин, Admiralspalast. 07.09.09

Стиль игры Беллами на фортепиано навеян творениями пианистов романтического направления, такими, как Сергей Рахманинов, результатом чего является сплав классического романтизма и рок-музыки, столь характерный для многих песен Muse. В частности, композиции «Space Dementia», «Megalomania», «Ruled by Secrecy» содержат неточные цитаты из первой части Концерта для Фортепиано с оркестром № 2 Рахманинова, а «Butterflies and Hurricanes» — из каденции третьей части.
В своих живых выступлениях Беллами часто прибегает к длинным романтическим фортепианным соло. Прелюдия в до-диез миноре открывает «Screenager» на сборнике «Hullabaloo», которая была сыграна вживую.
Альбом Black Holes And Revelations отсылает к русскому композитору романтического направления П. И. Чайковскому. В песне Hoodoo, ближе к концу, можно услышать начальные аккорды его Концерта для фортепиано с оркестром № 1, звучащие в миноре, перед тем как вступают другие инструменты.
Очевидные заимствования из Rage Against the Machine присутствуют во втором альбоме Origin of Symmetry в большинстве песен Muse, основанных на рифф-партиях, и выражаются в широком использовании Беллами эффектов, меняющих высоту звука (pitch-shifting effects) в его соло, как, например, в случае с Invincible из альбома Black Holes And Revelations. Беллами также разделяет любовь Морелло к необычным и эксклюзивным аксессуарам для своей гитары.
В числе групп и музыкантов, оказавших на него воздействие, Беллами в разное время называл Nirvana, Primus, Тома Уэйтса.

### Концертные выступления
Беллами известен концертными выступлениями. Исполнение большинства своих песен он сопровождает активными сценическими импровизациями. Например, исполняя Plug In Baby, он иногда подпрыгивает и вертится на сцене, доигрывая наиболее сложные риффы. Его выступления часто включают это кружение в прыжке и проталкивание гитары между ног. Такие песни как Knights of Cydonia и Stockholm Syndrome известны как наиболее любимые им в плане живой игры. Самые известные живые выступления Muse включают Reading Festival в 2002 и 2006 годах, парижский концерт 2001 года «Live at le Zenith», лёгший в основу первого DVD группы Muse, Glastonbury Festival в 2004 году, на котором группа была представлена в роли хедлайнера, и выступления 16 и 17 июня 2007 года на открытии нового стадиона «Уэмбли» в Лондоне.

### Музыкальное оборудование
Беллами использует заказные гитары, изготовленные Хью Мэнсоном (Hugh Manson) в Эксетере (графство Девон). В настоящее время у Мэтта 11 «Мэнсонов», а также множество гитар других производителей: Fender Aloha Stratocaster (одна из самых любимых и дорогих гитар Мэтта), Gibson Les Paul DC Lite, Gibson SG, Jackson Randy Rhoads (custom) a Parker Fly, Peavey EVH Wolfgang и Yamaha Pacifica.
Yamaha Pacifica 120 SC долгое время была основным инструментом Мэтта. Почти незаменимая гитара раннего периода. Бэллами оборудовал её двумя хамбэкерами DiMarzio и оснастил системой снятия звука Roland GK-2a, специально для использования с гитарным процессором Roland VG-8. Также на концертах того времени часто использовались Peavey Wolfgang EVH и странная оранжевая гитара — EMEX Londaxe, известная по видео Uno.
Gibson Les Paul DC Lite — основная гитара туров 2000 года. Так же как и большинство сценических гитар использовалась с процессором Roland VG-8. Мэтт сломал её в Дублинской Олимпии об кабинет Marshall 4x12.
Мэтт:
Голова грифа была приклеена обратно, так что всё нормально, просто стала чуть-чуть хрупкой.
Fender Aloha Stratocaster принадлежит к ограниченной серии гитар Fender, выпущенных в количестве 153 штук. Гитара Мэтта 74-я. Она выпущена в 1995 году, дека покрыта алюминием. Модель этой гитары посвящена Фредди Таваресу (1913—1990). Это гавайский гитарист, который сыграл важную роль в проектировании моделей Fender Stratocaster.
Форму известной гитары Manson можно считать гибридом Ямахи Пацифики (Yamaha Pacifica), Фендера Телекастера (Fender Telecaster), Шектера (Schecter) и Годэн Триумф (Godin Triumph). Эта форма получила название «Мэттокастер»: так же, как именуются серийные гитары Фендер.
Первая и наиболее известная — серебристый «Мэнсон». Беллами придумывал, как улучшить её основные характеристики, а Хью Мэнсон помогал ему это реализовывать. Дека сделана из тополя и покрыта алюминием, гриф — из клёна, накладка на грифе — палисандр. Гитара имеет встроенный Z.Vex Fuzz Factory, который даёт Беллами неповторимый звук и возможность использовать управляемую обратную связь. Кроме того, у неё есть фейзер MXR Phase 90, midi-звукосниматель (полифонический) Roland GK-2a и звукосниматели Seymour Duncan и Kent Armstrong. Все другие его «Мэнсоны» выдержаны в схожем дизайне (кроме семиструнной гитары, изначально не предусмотренной для Мэтта), имея только небольшие различия в звукоснимателях и примочках. Постоянными остаются только встроенные Z.Vex Fuzz Factory и MXR Phase 90.
Чёрный «Мэнсон» Мэтта имеет MIDI полоску (тач-пад), которая через аппаратный MIDI-интерфейс управляет внешней педалью Digitech Whammy WH4. В грифе установлены светодиоды голубого спектра фирмы Sims Custom L.E.Ds. Основным отличием Чёрного Мэнсона является встроенная педаль Z.Vex Wah Probe. Это стандартный Wah — эффект, контролирующийся блестящей медной пластиной, прикрученной на передней панели гитары. Принцип работы такой же, как у терменвокса. Эта пластина исполняет роль антенны, вокруг которой образуется шар радиочастотной энергии. Чем ближе ваша рука приближается к пластине, тем ярче становится Wah-эффект. Гитара оборудована тремя звукоснимателями: бриджевый — Kent Armstrong Motherbucker, нэковый — Seymour Duncan Hot P90, а также на гитаре возле грифа установлен звукосниматель Fernandes Sustainer pickup system. Он приводится в действие переключателем, который, в свою очередь, соединён с бриджевым хамбэкером Kent Armstrong Motherbucker. Над MIDI тач падом находится рычажок-переключатель, который спаян со звукоснимателями по схеме ON/OFF/ON. Эта схема называется Toggle Kill Switch (в среднем положении тумблера идёт обрубка сигнала с рабочего звукоснимателя). Подобные схемы давно стали неофициальным брендом Тома Морелло. Переключатель присутствует на большинстве «Мэнсонов». Иногда Мэтт использует этот переключатель во время живых исполнений Plug In Baby.

Берлин, Admiralspalast. 07.09.09

Manson Bomber нужно было изготовить в сжатые сроки. Изначально гитара должна была быть с зеркальным покрытием. У Хью Мэнсона не было технологии хромирования дерева, и он обратился к Мартину Симсу. Гитару нужно было сделать очень быстро, чтобы успеть к туру Muse. В спешке хромирование прошло неудачно. Некоторые места на гитаре получились не зеркальными, а матовыми, к тому же на верхней части деки были мелкие пятна. Хью решил проблему, приобретя на местном складе металлолома коробку алюминиевых заклёпок от какого-то самолёта времён Второй мировой войны. На коробке была надпись «1945». Возможно, это был истребитель «Спитфайр» или что-то в этом роде. Дальше Хью просверлил в деке отверстия и вставил в них заклепки, чтобы она выглядела, как будто сделана из листа металла. Кисточкой-распылителем, в нужных местах, Хью нанёс на гитару пурпурно-синий оттенок. Хью Мэнсон:
Я пытался сделать так, чтобы гитара выглядела вроде обгоревшего крыла бомбардировщика B-52. К счастью она получилась удивительной и звучит прекрасно.
Эта гитара не имеет встроенных эффектов, присутствует только контроль над внешней педалью Digitech Whammy WH4 как у Чёрного «Мэнсона» и контроллер режимов Whammy (на задней панели). Два звукоснимателя от Rio Grande: бриджевый-модель CrunchBox, нэковый-модель JazzBar, а также установлены Floyd Rose double locking tremolo system и тумблер Toggle kill switch.
Для нового альбома Black Holes and Revelations, он приобрёл новую гитару «Black Kaoss Manson». Гитара отличается двумя Hot P-90 на бридже, Fernandes Sustainer System на грифе и Kaoss Pad’ом. Также Мэтт купил M1D1 Manson, которая похожа на «Black Kaoss Manson», но в бридже используется хамбакер Bare Knuckle Nail Bomb, а в неке — Fernandes Sustainer System (модель FSK-101, в форм-факторе хамабкеры). Известно также, что на сцене он использует модель Jackson Randy Rhodes, а перед этим играл ещё на Ibanez Destroyer. Беллами использует усилители Diezel VH4, которые изготовлены вручную в Германии, вместе с кабинетами Marshall Mode Four, Soldano и цифровые эффекты от Line 6.
Мэтт:
Мы используем Marshall, потому что когда мы на них прыгаем, они всё ещё работают, и звук…очень хороший звук.
Большинство рэковых эффектов (rack effects) Беллами создаются модулями Line 6. Модули эффектов достаточно массивные и расположены в рэк-стойке одного из усилителей Diezel. Через MIDI-интерфейс все эффекты последовательно соединены между собой с помощью Midi Solutions T8 Thru Box и Rocktron All Access Midi Controller. Последний также находится у Бэллами на сцене наряду с Ernie Ball Volume/Expression Pedal, Korg Rack Tuner и переключателем A/B box. Его студийная цепь эффектов также включает Nord Modular.
В записи альбома The Resistance при исполнении «Undisclosed Desires» использовалась клавитара, также производства Мэнсона.
В 2015 году Беллами, Менсон и Cort Guitars выпустили именную гитару Cort MBC-1 Matthew Bellamy Signature.

### Достижения
В 2002 году Мэттью Беллами занял 29 место в списке 100 лучших гитаристов мира по версии журнала «Total Guitar», а его рифф из Plug In Baby по опросам оказался на 14 позиции в «Top 100 Riffs». Тот же рифф был отмечен альманахом «Rock and Pop» журнала «Q-magazine» среди лучших когда-либо сыгранных риффов. По результатам голосования австралийской радиостанции Triple J рифф Knights of Cydonia был признан лучшим в 2007 году, а за год до этого Starlight занял 9 место в списке.
В апреле 2005 года журнал «Kerrang!» по результатам опроса присвоил Мэтту 28 место в списке «50 самых сексуальных людей из мира рок-музыки», в том числе, и как своему доморощенному гитаристу №1. Не остался в стороне и журнал Cosmopolitan, присудив Мэтту звание самого сексуального рокера 2003 и 2004 годов. Журнал NME поставил его на 14 ступеньку величайших рок-н-ролльных героев всех времен и народов, возвысив его над Ленноном, Диланом и многими другими музыкальными кумирами.
В 2009 году журнал Classic Rock включил Беллами в свой список величайших гитаристов всех времен.
В 2010 году Мэттью стал самым сексуальным мужчиной по мнению NME, в третий раз получив статуэтку в этой номинации (Shockwaves NME Awards).
Q Magazine в майском номере за 2010 год в списке величайших фронтменов поместил Беллами на восьмую строчку, выше Маккартни и Леннона.
В 2013 году Беллами в пятый раз признан самым сексуальным мужчиной по мнению NME.

## Личная жизнь
С 2010 года встречался с актрисой Кейт Хадсон. 9 июля 2011 года у них родился сын Бингем «Бинг» Хоун Беллами. 9 декабря 2014 года Мэтт и Кейт объявили о своём расставании.
В феврале 2015 года Беллами начал встречаться с американской моделью Элль Эванс. Они объявили о своей помолвке в декабре 2017 года и поженились 10 августа 2019 года. В феврале 2020 года Эванс объявила, что они с Беллами ждут первого ребенка. 7 июня 2020 года у пары родилась дочь Ловелла Доун Беллами.